# Artupa
Artupa är en ort i Azerbajdzjan.   Den ligger i distriktet Astara Rayonu, i den sydöstra delen av landet, 230 kilometer söder om huvudstaden Baku. Antalet invånare är 1 882.
Terrängen runt Artupa är platt åt nordost, men åt sydväst är den kuperad. Närmaste större samhälle är Archivan, 3,9 kilometer norr om Artupa.
I omgivningarna runt Artupa växer huvudsakligen savannskog. Runt Artupa är det ganska tätbefolkat, med 192 invånare per kvadratkilometer.